# Золотарьов Віктор Володимирович
Ві́ктор Володи́мирович Золотарьо́в (* 2 (14) травня 1889, Херсон — 19 травня 1966, Харків) — український актор, 1946 — заслужений артист УРСР.

## З життєпису
1911 року закінчив навчання у Одеському театральному училищі, працював у театрах Воронежа, Кам'янця-Подільського, Москви.
В 1934—1966 роках працював у Харківському російському театрі ім. О. С. Пушкіна.
Серед виконаних ролей:
- Серебряков — «Дядя Ваня» Чехова,
- Протасов — «Живий труп» Толстого,
- Таланов — «Нашестя» Леонова.

17 років керував драматичним колективом Харківського педагогічного інституту.
Як режисер здійснив постановки:
- «Платон Кречет» Корнійчука,
- «Любовь Ярова» Треньова,
- «Кремлівські куранти» Погодіна,
- «На дні» Горького,
- «Ревізор» Гоголя.